# Maria Amália Vaz de Carvalho

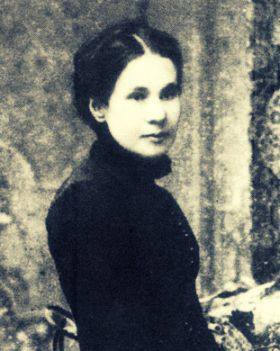
Maria Amália Vaz de Carvalho

Maria Amália Vaz de Carvalho (Pseudonym: Maria de Sucena; * 2. Februar 1847 in Lissabon; † 24. März 1921 ebenda) war eine portugiesische Schriftstellerin.

## Leben
Vaz de Carvalho heiratete den brasilianischen Lyriker António Gonçalves Crespo Cândido und wurde die erste Frau, die der Portugiesischen Akademie der Wissenschaften beitrat.
Unter dem Pseudonym Maria de Sucena schrieb sie für verschiedene portugiesische (Diário Popular, Repórter, Artes e Letras) und brasilianische (Jornal do Comércio) Zeitschriften.
Neben Lyrik verfasste sie auch Kurzgeschichten, Essays, Biographien und Literaturkritik. Die mit ihrem Mann zusammen verfassten Kinderbücher Contos para os nossos filhos („Geschichten für unsere Kinder“, 1886) wurden zum offiziellen Schulbuch.
Ihr Haus, in welchem Eça de Queiroz, Camilo Castelo Branco, Ramalho Ortigão und Guerra Junqueiro verkehrten, wurde zum ersten literarischen Salon Lissabons.
Seit 1993 vergibt die Gemeinde Loures (wo sie ihre Kindheit verbrachte) eine literarische Auszeichnung mit ihrem Namen.